# Carta documento
La carta documento es un servicio mediante el cual se envía una carta a través de una empresa de servicios de correos y que posee valor legal o valor fedatario, es decir, se deja plena fe de que el contenido de la misma fue comunicado al destinatario por el remitente. De esta manera, puede ser utilizada luego como prueba ante un litigio judicial.
Normalmente se utiliza la carta documento para que reclame un derecho a otra persona, empresa u organismo privado o gubernamental. La carta documento se envía mediante un formulario especial establecidos por los gobiernos, que generalmente consta de un original y dos copias. El original se envía al destinatario, una copia queda en poder del remitente y la segunda copia queda en poder de la empresa de correos, que debe conservarla archivada durante un determinado número de años (cinco años en Argentina).
El correo oficial o empresa autorizada certifica que el envío entregado al destinatario es copia fiel de los ejemplares en archivo y en poder del remitente. Este certificado tiene valor legal, por lo tanto, el destinatario no puede alegar que desconoce el mensaje enviado a través del correo.